# Le Mariage de mademoiselle Beulemans
Pour les articles homonymes, voir Le Mariage de mademoiselle Beulemans (homonymie).

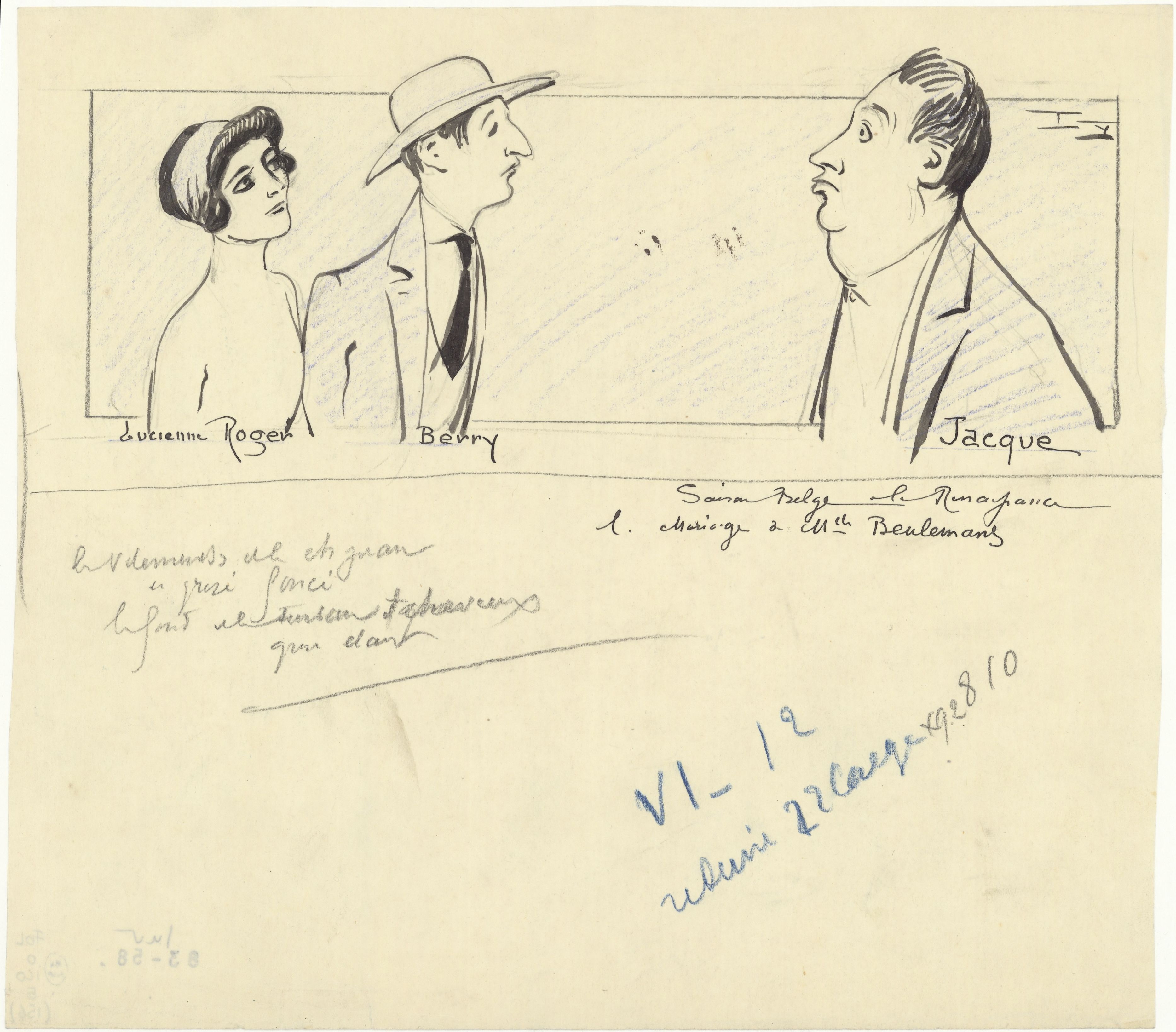
Lucienne Roger, Berry et Alfred Louis Jacque au théâtre de la Renaissance de Paris en 1910.

Le Mariage de Mlle Beulemans est une comédie en trois actes de Fernand Wicheler et Frantz Fonson, créée au théâtre de l'Olympia de Bruxelles le 18 mars 1910 et reprise à Paris, au théâtre de la Renaissance, le 7 juin 1910.
Mêlant le français, le dialecte et la zwanze brusseleire, la pièce connut un franc succès en Belgique et à l'étranger dès sa création. Partie intégrante du folklore bruxellois, elle fait toujours l'objet de reprises régulières. Parmi de nombreux interprètes, Gustave Libeau et Jacques Lippe ont notamment imprimé leur personnalité à cette pièce.

## Argument
La pièce se déroule à Bruxelles, où Suzanne Beulemans, fille d'un riche brasseur, est promise en mariage à Séraphin Meulemeester, fils d'un brasseur concurrent. Le jeune homme et son père apparaissent l'un et l'autre particulièrement motivés par la dot de la jeune fiancée.
Mais Séraphin a un concurrent en la personne d'Albert Delpierre, un jeune Parisien en stage à la brasserie Beulemans, discrètement épris de la jeune fille. Albert reçoit une confidence de Séraphin qui lui apprend qu'il a une liaison avec une ouvrière avec laquelle il a eu un enfant.
Il promet à Séraphin de n'en rien dévoiler à Suzanne, mais celle-ci en est informée par Isabelle, la servante de la maison. Mlle Beulemans rompt alors ses fiançailles avec Séraphin et le convainc de retourner auprès de celle qu'il aime et de son fils. 
Cette rupture va entrainer celle des deux brasseurs qui vont alors s'affronter pour la présidence d'honneur de la Société mutuelle des employés de brasseries. 
Au dernier acte, Suzanne et Albert s'ingénient à favoriser l'élection de Beulemans ce qui va remplir ce dernier d'une profonde gratitude vis-à-vis d'Albert.

## Distribution et créateurs
- Lucienne Roger : Mlle Suzanne Beulemans, fille unique des Beulemans
- Alfred-Louis Jacque[1],[2] : Ferdinand Beulemans, brasseur bruxellois, père de Suzanne
- Vara : Hortense Beulemans, la mère de Suzanne
- Jules Berry : Albert Delpierre, jeune homme parisien, employé de M. Beulemans
- Frémont : M. Delpierre, commerçant parisien, père d'Albert et relation de M. Beulemans
- Merin : Séraphin Meulemeester, le fiancé de Suzanne
- Ambreville : M. Meulemeester, père de Séraphin
- Vitry : Isabelle, bonne des Beulemans[3]
- Émile Mylo : Mostinckx, le président du Comité
- Marmont : Verduren, secrétaire du Comité
- Hubert Daix : Baron, le trésorier du Comité
- André Delferrière, Duro, Nobel, Lennac, Cerrébos : les membres du Comité
- Cilly : Octavie, serveuse[3]

- Mise en scène : Frantz Fonson
- Décors : Albert Dubosq

## Autour de l'œuvre
Dans un message dédié en 1960 au public bruxellois pour le cinquantenaire de la pièce Le Mariage de Mlle Beulemans, Marcel Pagnol raconte lui-même la genèse de sa Trilogie marseillaise :

« Vers 1925, parce que je me sentais exilé à Paris, je m’aperçus que j’aimais Marseille et je voulus exprimer cette amitié en écrivant une pièce marseillaise.
Des amis et des aînés m’en dissuadèrent : ils me dirent qu’un ouvrage aussi local, qui mettait en scène des personnages affublés d’un accent aussi particulier, ne serait certainement pas compris hors des Bouches-du-Rhône, et qu’à Marseille même, il serait considéré comme un travail d’amateur. Ces raisons me parurent fortes et je renonçai à mon projet : mais en 1926, je vis jouer Le Mariage de Mlle Beulemans ; ce chef-d’œuvre avait déjà 16 ans et son succès avait fait le tour du monde.
Ce soir-là, j’ai compris qu’une œuvre locale, mais profondément sincère et authentique pouvait parfois prendre place dans le patrimoine littéraire d’un pays et plaire dans le monde entier.
J’ai donc essayé de faire pour Marseille ce que Fonson et Wicheler avaient fait pour Bruxelles, et c’est ainsi qu’un brasseur belge est devenu le père de César et que la charmante mademoiselle Beulemans, à l’âge de 17 ans, mit au monde Marius. Il y a aussi un autre personnage qui doit la vie à la comédie bruxelloise : c’est M. Brun qui est assez paradoxalement le fils naturel du Parisien Albert Delpierre. J’avais en effet remarqué que son accent faisait un plaisant contraste avec celui de la famille Beulemans et qu’il mettait en valeur la couleur bruxelloise de la pièce. C’est pourquoi, dans le bar marseillais de César, j’ai mis en scène un Lyonnais. »

— Marcel Pagnol
Frantz Fonson et Fernand Wicheler donnèrent un prolongement à cette œuvre sous forme d'une opérette : Beulemans marie sa fille. La musique était composée par Arthur Van Oost. Cette opérette, en trois actes et quatre tableaux, fut représentée pour la première fois au Théâtre royal des Galeries à Bruxelles, le 18 octobre 1912. Lors de cette création, les rôles principaux étaient interprétés par :
- Yvonne Gay : Suzanne Beulemans
- Alfred Jacque : Ferdinand Beulemans
- Charmal : Mme Beulemans
- Georges Foix : Albert Delpierre
- Mylo : Séraphin Meulemeester
- Ambreville : Meulemeester père

## Adaptations au cinéma et à la télévision
La pièce fut adaptée au cinéma entre autres par Julien Duvivier en 1927 avec Andrée Brabant, par Jean Choux en 1932 et par André Cerf en 1950.
À la télévision, plusieurs productions, toutes diffusées sur RTBF, ont mis en scène dans les rôles principaux :
- 1967 : Christiane Lenain (Suzanne), Jacques Lippe (M. Beulemans), Irène Vernal (Mme Beulemans), Jean-Pierre Loriot (Séraphin), Alain Robert (Albert), Marcel Roels (M. Meulemeester)
- 1978 : Ania Guédroitz (Suzanne), Jacques Lippe (M. Beulemans), Christiane Lenain (Mme Beulemans), Olivier Monneret (Séraphin), Leonil Mc Cormick (Albert), Robert Roanne (M. Meulemeester)
- 1998 : Cécile Florin (Suzanne), Raymond Pradel (M. Beulemans), Anne Deroever (Mme Beulemans), Pierre Pigeolet (Séraphin), Damien Gillard (Albert), Robert Roanne (M. Meulemeester) - Production du théâtre de Montreux (Suisse)
- 2004 : Cécile Florin (Suzanne), Daniel Hanssens (M. Beulemans), Pascale Vyvère (Mme Beulemans), Pierre Pigeolet (Séraphin), Damien Gillard (Albert), Robert Roanne (M. Meulemeester), Claudie Rion (Isabelle)
- 2014 : Wendy Piette  (Suzanne), Daniel Hanssens (M. Beulemans), Manuela Servais (Mme Beulemans), Denis Carpenters (Seraphin), Damien De Dobbeleer (M. Albert), Laure Godisiabois (Isabelle), Pascal Racan (M. Delpierre), Michel Poncelet (M. Meulemeester), Bernard Lefranc (le président), Jean-Paul Clerbois (le secrétaire)
- Version « animateur », 2014 : Caroline Veyt (Suzanne), Guy Lemaire (M. Beulemans), Marie-Hélène Vanderborght (Mme Beulemans), Adrien Devyver (Séraphin), Stéphane Jobert (Albert), Hubert Mestrez (M. Meulemeester), Sara De Paduwa (Isabelle)

Par testament, le Théâtre royal des Galeries détint longtemps l'exclusivité totale sur la pièce pour la Belgique francophone, tant pour les troupes professionnelles que pour les amateurs[réf. nécessaire]. L'œuvre a rejoint le domaine public en 2006 (70 ans après la mort de F. Wicheler en 1935).